# エスペーリア
エスペーリア（伊: Esperia）は、イタリア共和国ラツィオ州フロジノーネ県にある、人口約3,600人の基礎自治体（コムーネ）。

## 地理

### 位置・広がり
フロジノーネ県の南部に位置するコムーネ。カッシーノから南西へ17km、ガエータから北北東へ21km、県都フロジノーネから南東へ40km、ローマから東南東へ114kmの距離にある。

#### 隣接コムーネ
隣接するコムーネは以下の通り。括弧内のLTはラティーナ県所属を示す。
- アウゾーニア
- カンポディメーレ (LT)
- カステルヌオーヴォ・パラーノ
- フォルミア (LT)
- イトリ (LT)
- ピニャターロ・インテランナ
- ポンテコルヴォ
- サン・ジョルジョ・ア・リーリ
- スピーニョ・サトゥルニア (LT)

### 気候分類・地震分類
エスペーリアにおけるイタリアの気候分類 (it) および度日は、zona D, 1811 GGである。
また、イタリアの地震リスク階級 (it) では、zona 2B (sismicità media) に分類される。

## 行政

### 分離集落
エスペーリアには、以下の分離集落（フラツィオーネ）がある。
- Badia di Esperia, Monticelli, Roccaguglielma (Esperia Superiore), San Pietro in Curolis (Esperia Inferiore)